# Carl Friedrich Otto Westphal
Carl Friedrich Otto Westphal (Berlino, 23 marzo 1833 – Kreuzlingen, 27 gennaio 1930) è stato un neurologo e psichiatra tedesco.

## Biografia
Dopo aver ricevuto il dottorato, lavorò presso il centro medico universitario Charité di Berlino.
Nel 1871 coniò il termine di agorafobia. Nel 1883 descrisse alcune condizioni della malattia di Wilson.